# Elgudża Grigalaszwili
Elgudża Grigalaszwili (gruz. ელგუჯა გრიგალაშვილი, ur. 30 grudnia 1989 w Tbilisi) – gruziński piłkarz występujący na pozycji pomocnika, reprezentant kraju. Obecnie jest zawodnikiem Dinama Tbilisi.
W reprezentacji Gruzji zadebiutował 14 sierpnia 2013 w meczu przeciwko Kazachstanowi (1:0 dla Kazachstanu).